# Шахдаг (курорт)
Шахдагский зимне-летний туристический комплекс (азерб. Şahdağ qış-yay turizm kompleksi) — горнолыжный курорт, расположенный на севере Азербайджана, на территории Шахдагского национального парка в Гусарском районе Азербайджана в 32 километрах от районного центра Гусар. «Шахдаг» является первым горнолыжным курортом в истории Азербайджана. 

## Общие сведения
Курорт открыт в 2012 году. Расположен на южном склоне Большого Кавказского хребта.
Курорт находится на высоте 1 300 — 2 300 метров над уровнем моря. Основная часть комплекса расположена на высоте 1 440 — 1 640 метров над уровнем моря. Территория комплекса составляет 2 058 гектар. Комплекс действует круглый год.
Курорт оснащён современным горнолыжным оборудованием.
Снег на курорте с середины декабря до конца марта.  
Производится обучение катанию на лыжах. Действует международная лыжная школа.  
Также действуют СПА, оздоровительные и фитнес центры.  
Курорт включает 5 отелей (от категории «люкс» до семейных апартаментов), 16 ресторанов.  
Главными разработчиками курорта являлись Министерство культуры и туризма Азербайджана и администрация горнолыжного курорта «Шахдаг».  
Управляющая организация курорта — PGI Management.  

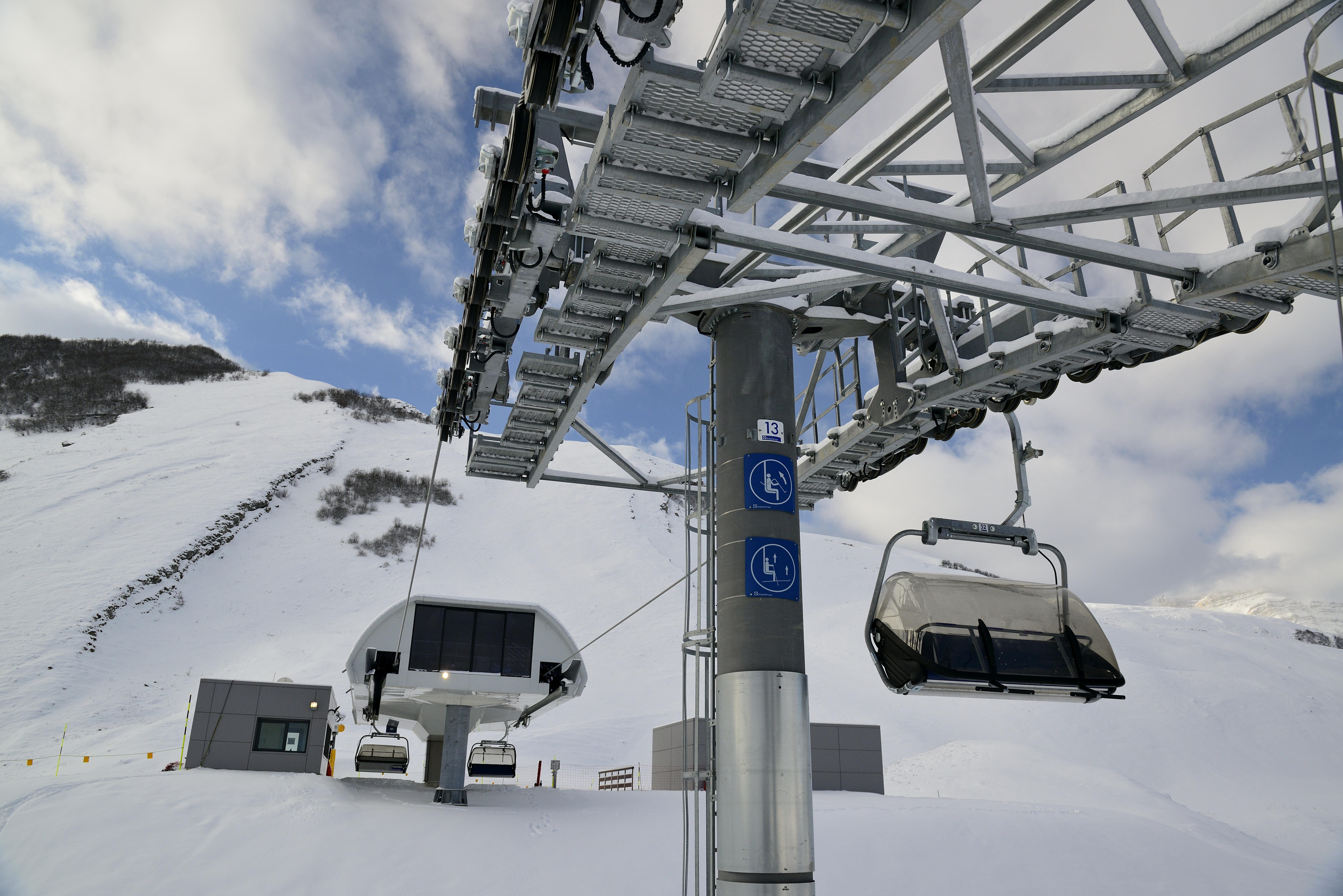
Канатная дорога в «Шахдаг»

## История
Реализация проекта Шахдагского комплекса началась с 2006 года, в связи с чем была создана Дирекция Шахдагского комплекса зимне-летнего туризма. В 2009 году началась подготовительная работа к строительству комплекса. В сентябре 2009 года заложен фундамент комплекса. 
В декабре 2012 года состоялось открытие первой очереди комплекса. Курорт начал действовать 15 декабря 2012 года.
20 декабря 2012 года открыт трёхэтажный отель «Гая» и двухэтажный отель «Зирвя». В этот же день состоялось открытие малой гидроэлектростанции «Гусар-1», обеспечивающей комплекс электроэнергией.

В марте 2026 года курорт примет чемпионат Европы и Кубок мира по ски-альпинизму.

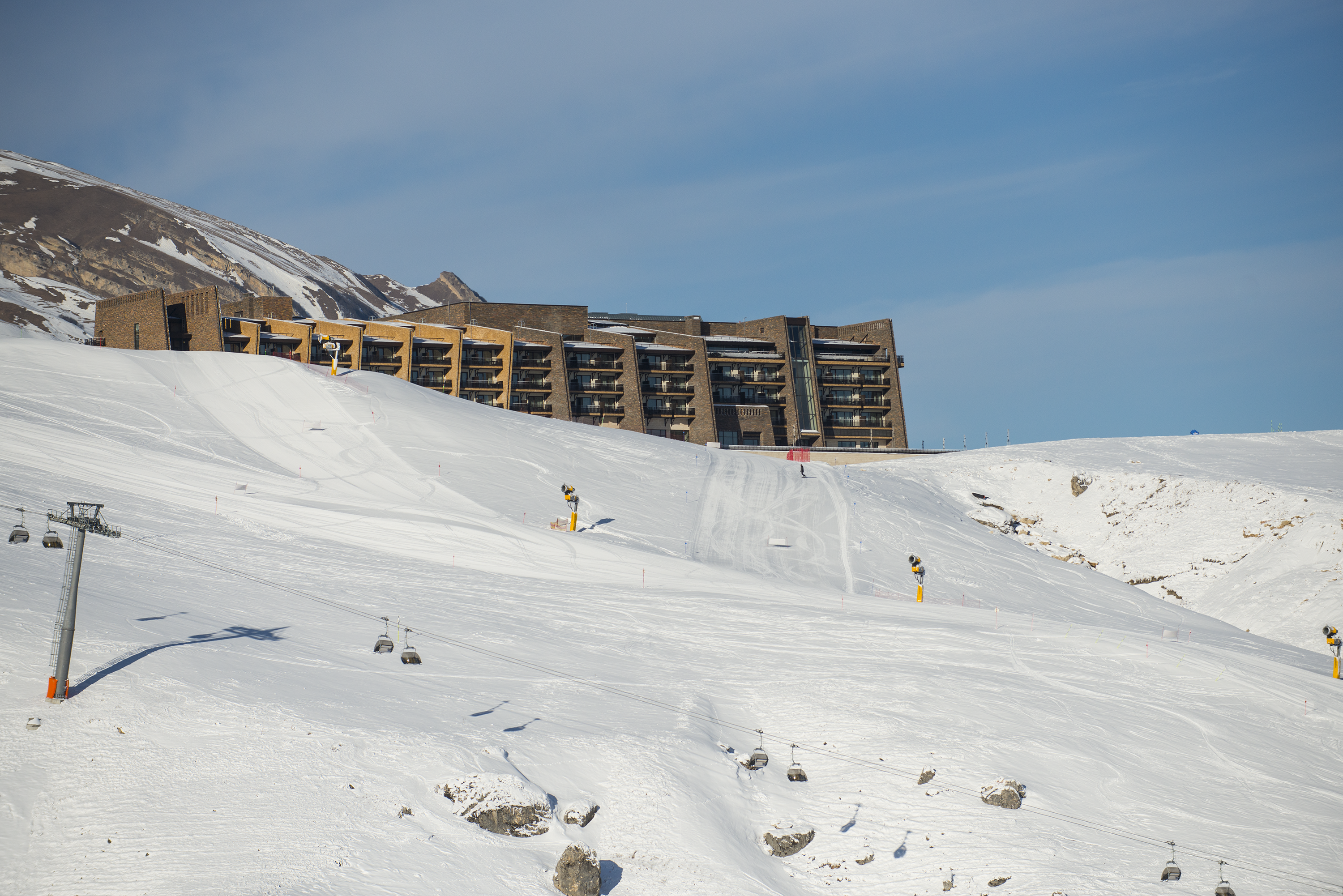
Shahdag Hotel & Spa рядом со склоном, горнолыжный комплекс «Шахдаг»

## Технические характеристики

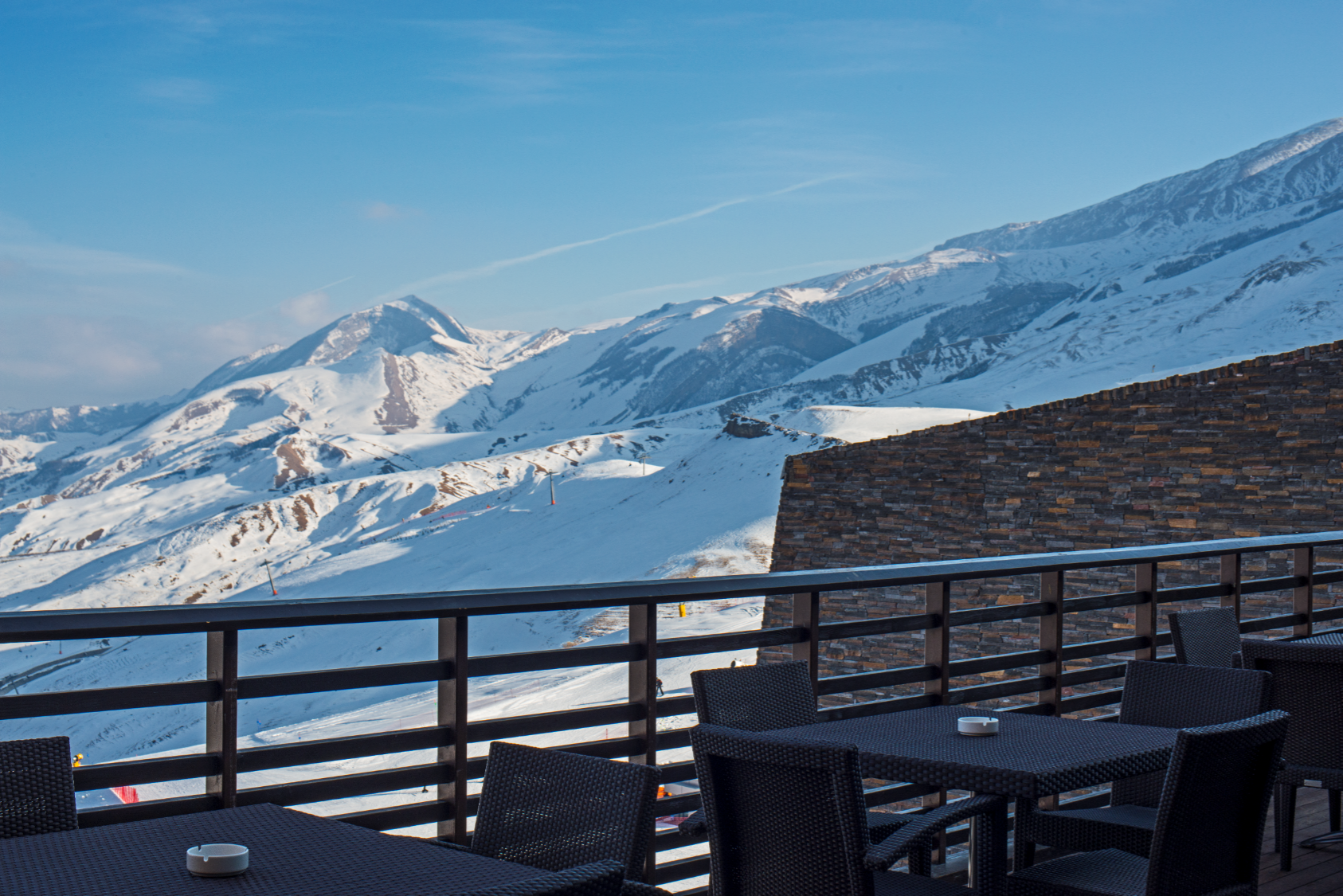
Вид на горы из отеля Shahdag Hotel & Spa

Ледяной бар, « Шахдаг»

Снежная пушка, «Шахдаг»

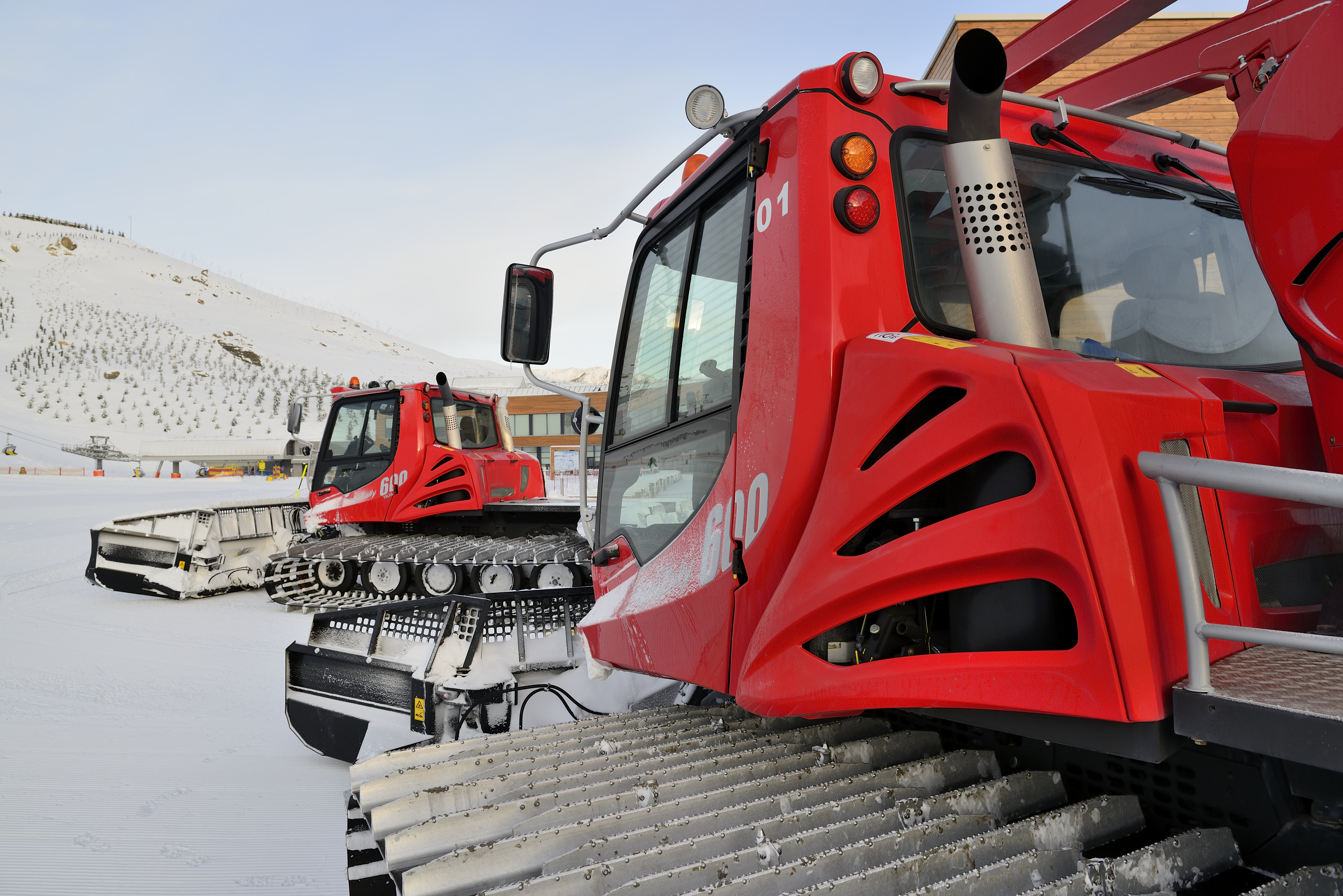
Система искусственного оснежения, «Шахдаг»

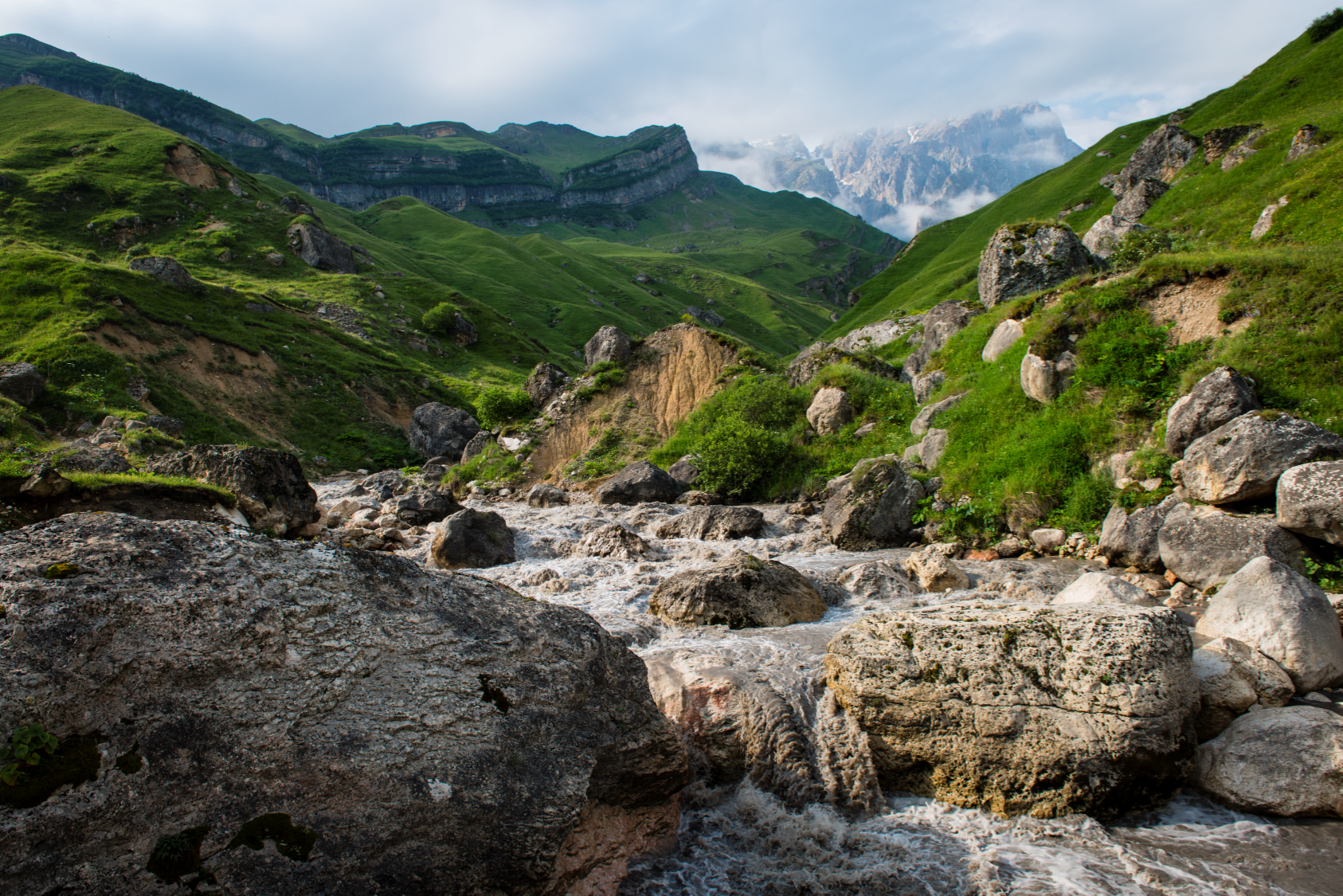
«Шахдаг» летом

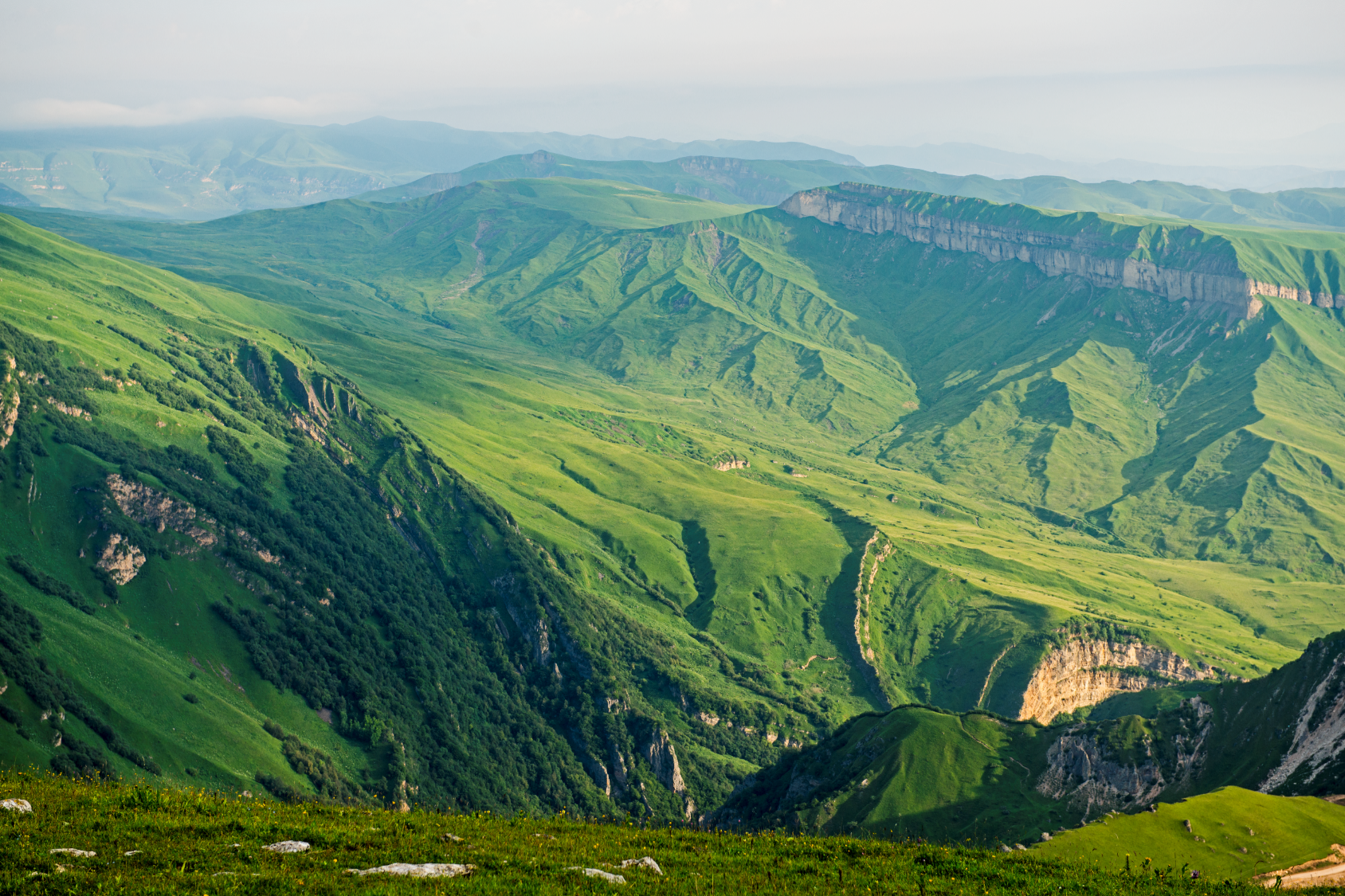
«Шахдаг» летом

Макет Шахдагского зимне-летнего туристического комплекса в Культурном центре Гейдара Алиева в Баку

### Сезон
Дата открытия сезона: Декабрь   
Дата закрытия сезона: Апрель   

### Разница высот
1,435 — 2,552 метра

### Пропускная способность
25 000 лыжников / час

### Зона катания
35,7 км для катания на лыжах

### Подъемники
На территории Шахдага 20 подъемников:
- 3 гондолы для 8 человек
- 10 кресельных подъёмников с отцепляющимися зажимами (4-местные)
- 2 бугельных подъёмника
- 5 подъемников «волшебный ковер»

### Трассы
32 трассы:
- Зелёные (8 трасс)
- Синие (16 трасс)
- Красные (6 трасс)
- Черные (2 трассы)

### Производство искусственного снега
488 снежных пушек, обеспечивающих 100% покрытие снегом лыжных трасс в зоне катания

### Фристайл
Зона для фристайла / снежный парк

### Лыжная школа
Международная лыжная школа включает 3 центра, инструкторов  
- Лифтовая База
- Shahdag Hotel & Spa
- Pik Palace

### Детский клуб
Детский сад / Детский клуб
- Лифтовая База / Zirve Hotel Shahdag
- Shahdag Hotel & Spa

### Спасательный и медицинский центр
Центр службы спасения на всех склонах, медицинский центр на лифтовой базе

### Зимние развлечения
- Внедорожные туры
- Детские санки
- Детский развлекательный центр
- Зиплайн
- Канатные дороги для пешеходов
- Катание на лыжах
- Катание на сноубордах
- Каток
- Квадроцикл для взрослых
- Парк развлечений для детей
- Пейнтбол
- Поездка на полярисах
- Поездка на снегоходе
- Полет на параплане
- Поход на снегоступах
- Сноутюбинг
- Стрельба из лука
- Тур на лыжах
- Тур на снегоуборочной машине
- Хайкинг в горы
- Shahdag Coaster

### Магазины и пункты проката
- Zirve Hotel Shahdag
- Shahdag Hotel & Spa
- Pik Palace

### Отели
- Shahdag Hotel & Spa (346 мест)
- Zirve Hotel  (86 мест)
- Gaya Residence (62 места)
- Pik Palace (334 места)
- Park Chalet (328 мест)

### Рестораны
20+ ресторанов, кафе и баров:
- Shahdag Hotel & Spa: Miras Restaurant, Xezine Bar, Menzere Restaurant
- Zirve Hotel Shahdag: Rahat Bar, Qalateya, Ferma Art
- Gaya Residences Shahdag: Alov Restaurant
- Pik Palace Autograph Collection: Alpina Brasserie & Wine Bar, Chocolat Patisserie Cafe
- Park Chalet Autograph Collection: Aspen Grill Restaurant, Aspen Lounge, Aspen Bar
- At Lift Base: Pizzeria, Badam, Traditional Hungarian Trdelnik
- Sess RestoBar, Shahdag Pub, Scalini, Fryday, Qondola cafe, Lviv Handmade Chocolate, etc

### СПА и оздоровительные центры
- Shahdag Hotel & Spa: Ovdan и Фитнес Центр (3.000 м2)
- Pik Palace: СПА, The Club Фитнес Центр (1.700 м2)
- Park Chalet: СПА, The Club Фитнес Центр (543 м2)

### Конференц-центры
- Shahdag Hotel & Spa
- Zirve Hotel Shahdag
- Pik Palace Autograph Collection
- Park Chalet Autograph Collection

### Парковка
7 парковок на территории горнолыжного курорта: 
- Наружная парковка – На Лифтовой Базе
- На Лифтовой Базе
- Shahdag Hotel & Spa
- Shahdag Отель Main Square
- Pik Palace
- Park Chalet
- Гондола Парковка

## «Шахдаг» в летний сезон

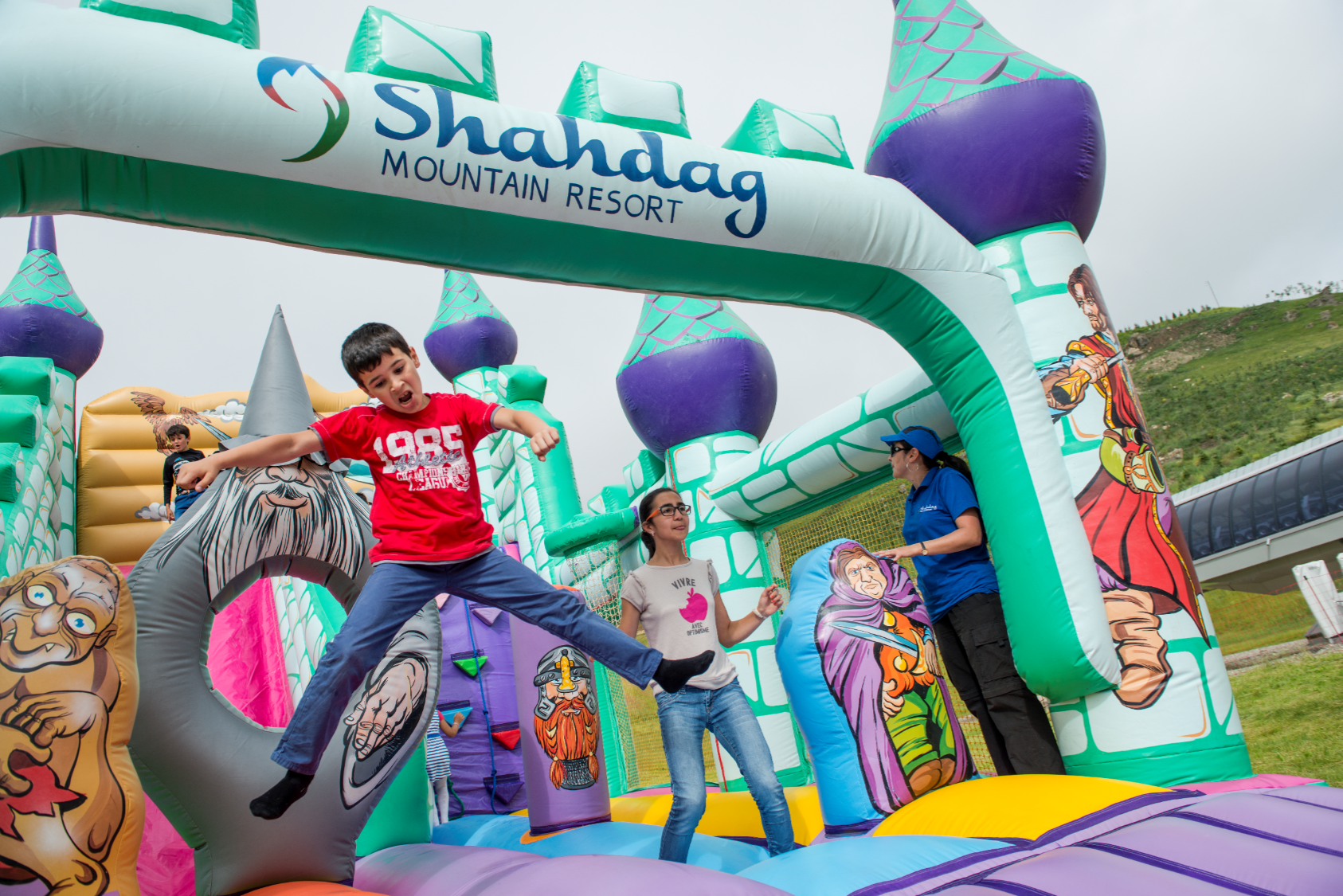
Надувной замок

### Летние развлечения
- Батут
- Боб карт
- Велосипед
- Внедорожные туры
- Зиплайн(Съезд по канату)
- Зорбинг шары
- Канатная дорога для пешеходов
- Квадроцикл для взрослых и детей
- Лагерь
- Надувной замок
- Пейнтбол
- Полет на параплане
- Полярис тур
- Сегвэй
- Стрельба из лука
- Троттинет
- Shahdag Coaster

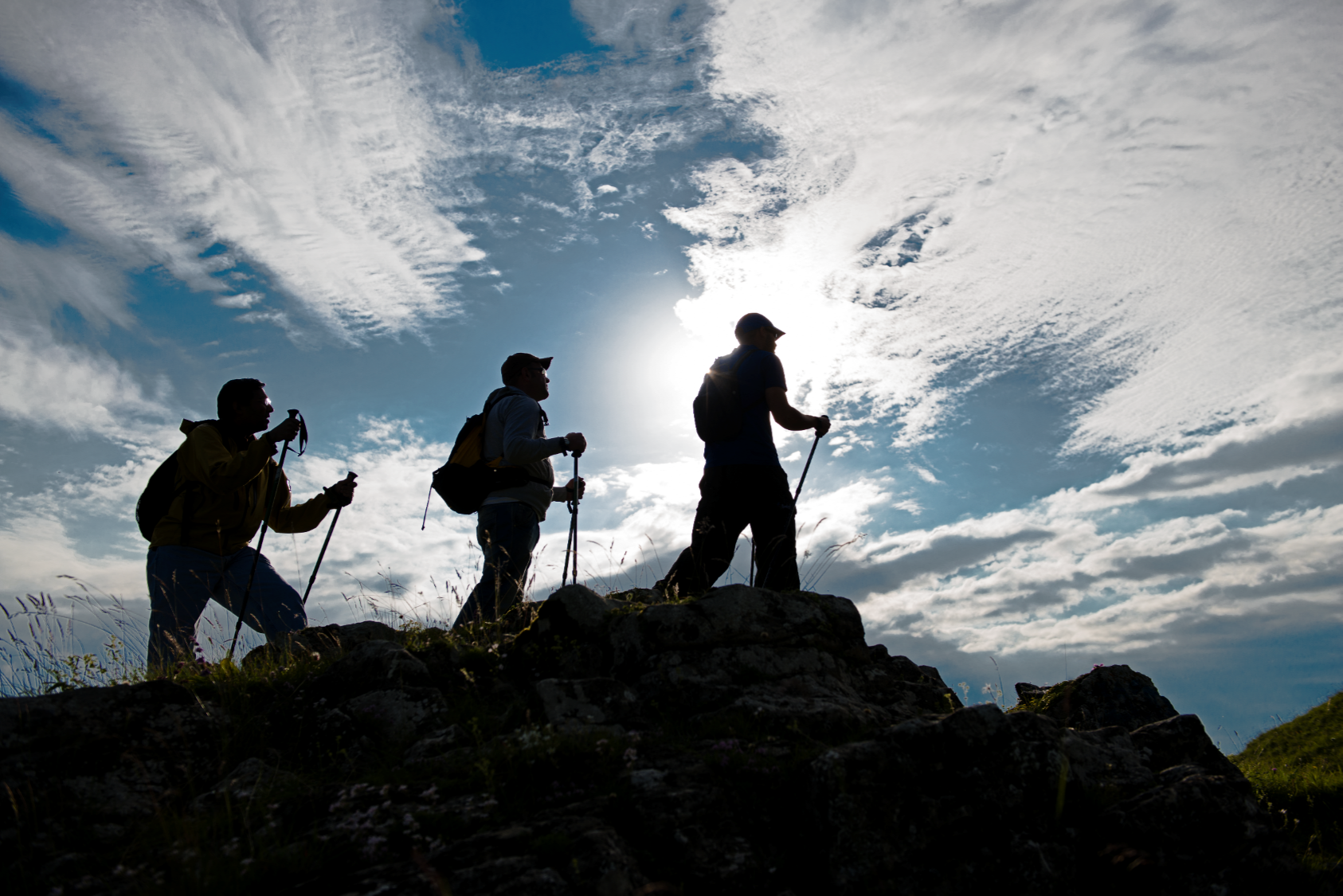
Скандинавская ходьба и пешеходный туризм
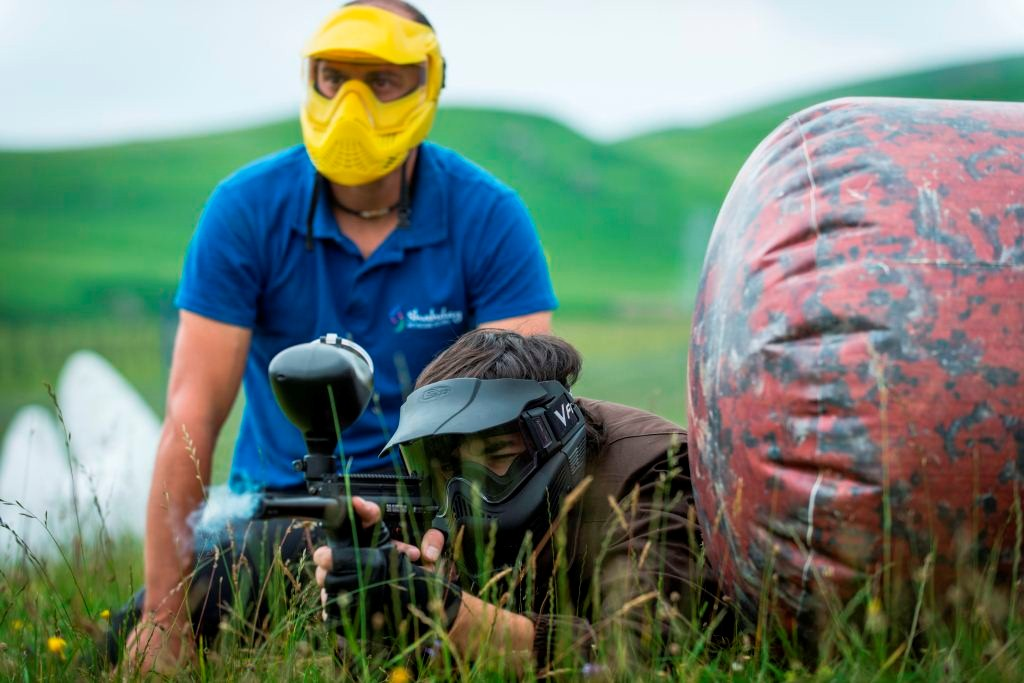
Пейнтбол
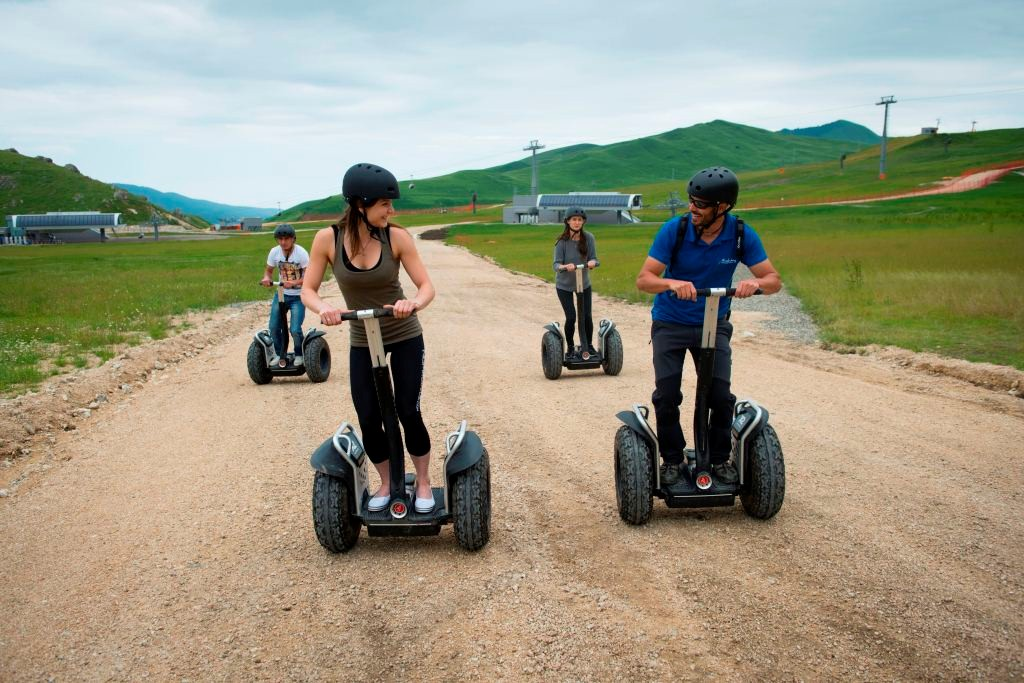
Сегвей
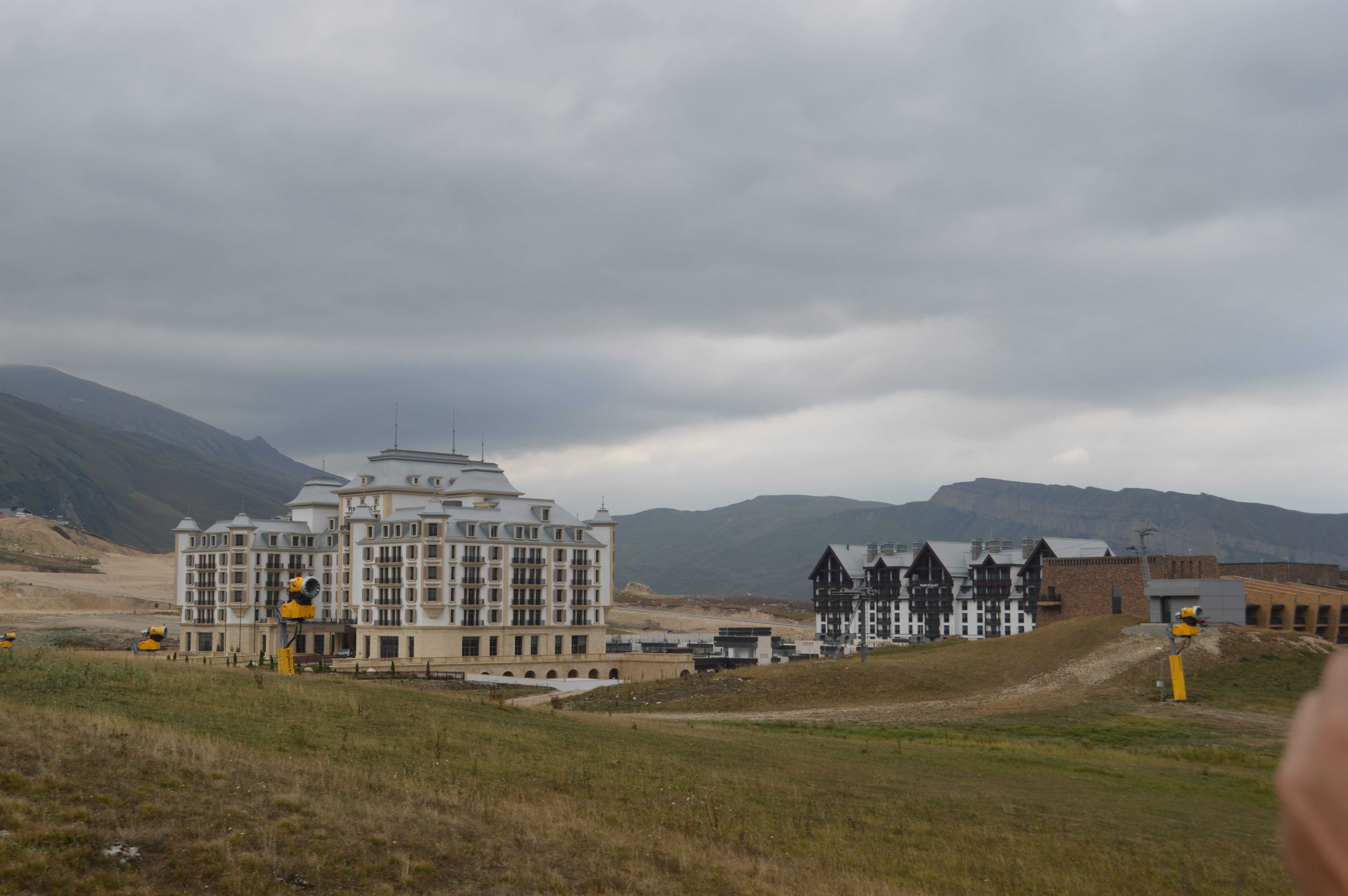
Отель в Шахдаге